# Nuevo Celilac
Nuevo Celilac is een gemeente (gemeentecode 1615) in het departement Santa Bárbara in Honduras.
Er heeft eerder een dorp Celilac bestaan. Dit heette later San Pedro Celilac. Veel inwoners van dit dorp stierven aan een epidemie. Daarop stichtten de overlevenden een nieuw dorp op een plaats die Tuliapa heette. Dit nieuwe dorp noemden ze Nuevo Celilac ("Nieuw-Celilac").
Ten zuiden van het dorp stroomt de Jicatuyo.

## Bevolking
De bevolking is als volgt verdeeld:
| Vrouwen | 4004 | 49% |
| Mannen  | 4162 | 51% |

## Dorpen
De gemeente bestaat uit zeven dorpen (aldea), waarvan het grootste qua inwoneraantal: Nuevo Jalapa (of: Tierra Blanca)  (code 161504).